# Зиденбург
Зиденбург (нем. Siedenburg) — община в Германии, в земле Нижняя Саксония.
Входит в состав района Дипхольц. Подчиняется управлению Зиденбург. Население составляет 1244 человека (на 31 декабря 2010 года). Занимает площадь 14,22 км².
| Год  | Население |
| ---- | --------- |
| 1990 | 1147      |
| 1995 | 1258      |
| 2000 | 1323      |
| 2005 | 1313      |
| 2010 | 1266      |